# Rockford (Washington)
Pour les articles homonymes, voir Rockford.
Rockford est une ville américaine située dans le comté de Spokane, dans l'État de Washington. Selon le recensement de 2010, sa population est de 470 habitants.